# Гагу
Гагу (рум. Gagu) — село у повіті Ілфов в Румунії. Входить до складу комуни Даскелу.
Село розташоване на відстані 23 км на північний схід від Бухареста, 126 км на південний схід від Брашова.

## Населення
За даними перепису населення 2002 року у селі проживали 503 особи, усі — румуни. Усі жителі села рідною мовою назвали румунську.